# 阪神国道駅
阪神国道駅（はんしんこくどうえき）は、兵庫県西宮市津門大塚町にある、阪急電鉄今津線の駅。駅番号はHK-22。

## 歴史

### 年表
- 1927年（昭和2年）5月10日：阪神急行電鉄（現在の阪急電鉄）今津線の西宮北口駅 - 今津駅間に新設開業[4]。
- 2013年（平成25年）12月21日：駅番号導入[5][6]。
- 2023年（令和5年）4月1日：改札窓口について、営業時間を7時から22時までに短縮[3]。

### 駅名の「阪神」
駅名に「阪神」を冠するが、阪神電気鉄道の駅ではなく、当駅前を通る国道2号の通称「阪神国道」に由来する。「阪神」という言葉はもともと大阪市と神戸市、およびその中間地域を指す名称であり、阪神電気鉄道や阪神国道もこれに由来するものである。なお、阪急電鉄も戦前は「阪神急行電鉄」という社名だった。
沿線外、特に関西以外では「阪神電気鉄道による国道駅」の意と勘違いされやすい名前であるが、阪急電鉄の駅名である。

## 駅構造
相対式ホーム2面2線を有する高架駅。今津線が国道2号とJR神戸線とをまたぐ位置にあるため、開業当初より高架駅であった。分岐器や絶対信号機を持たないため、停留所に分類される。
1984年に西宮北口駅で今津線が分断される前は宝塚駅まで直通していた。このためホーム有効長は6両編成対応だが、分断後は3両編成の列車しか発着しないため、ホームの西宮北口寄り3両分には柵がされている。また、ホーム今津寄りにある信号機は分断直前に設置され、分断後から運用を始めたものである。
駅舎（改札口）は国道2号に面した今津寄りの1か所のみで、1階にある。国土交通省の2006年度の計画のもとバリアフリー化工事が行われ、2007年3月までに、階段部の改良、エレベーターの設置、トイレの改良、歩道から改札口までの段差解消が完成した。このほか、段差がある時代は売店もあったが現在は廃止されている。 
今津駅との駅間距離は700メートル強。これは阪急電鉄で最も短い駅間距離である。また、かつて今津駅が地上駅であったころは、高架上の当駅を出て国道2号を跨ぐと直ぐに40パーミルの急勾配となる下り坂が存在した。

### のりば
| 号線 | 路線    | 方向 | 行先                                     |
| ---- | ------- | ---- | ---------------------------------------- |
| 1    | ■今津線 | 下り | 西宮北口・大阪梅田・神戸・京都・宝塚方面 |
| 2    | ■今津線 | 上り | 今津行き                                 |

※実際には構内にのりば番号表記はないが、スマートフォン向けアプリ「阪急沿線ナビ TOKKアプリ」の発車案内機能では、西宮北口方面が1号線、今津方面が2号線と表示されている。

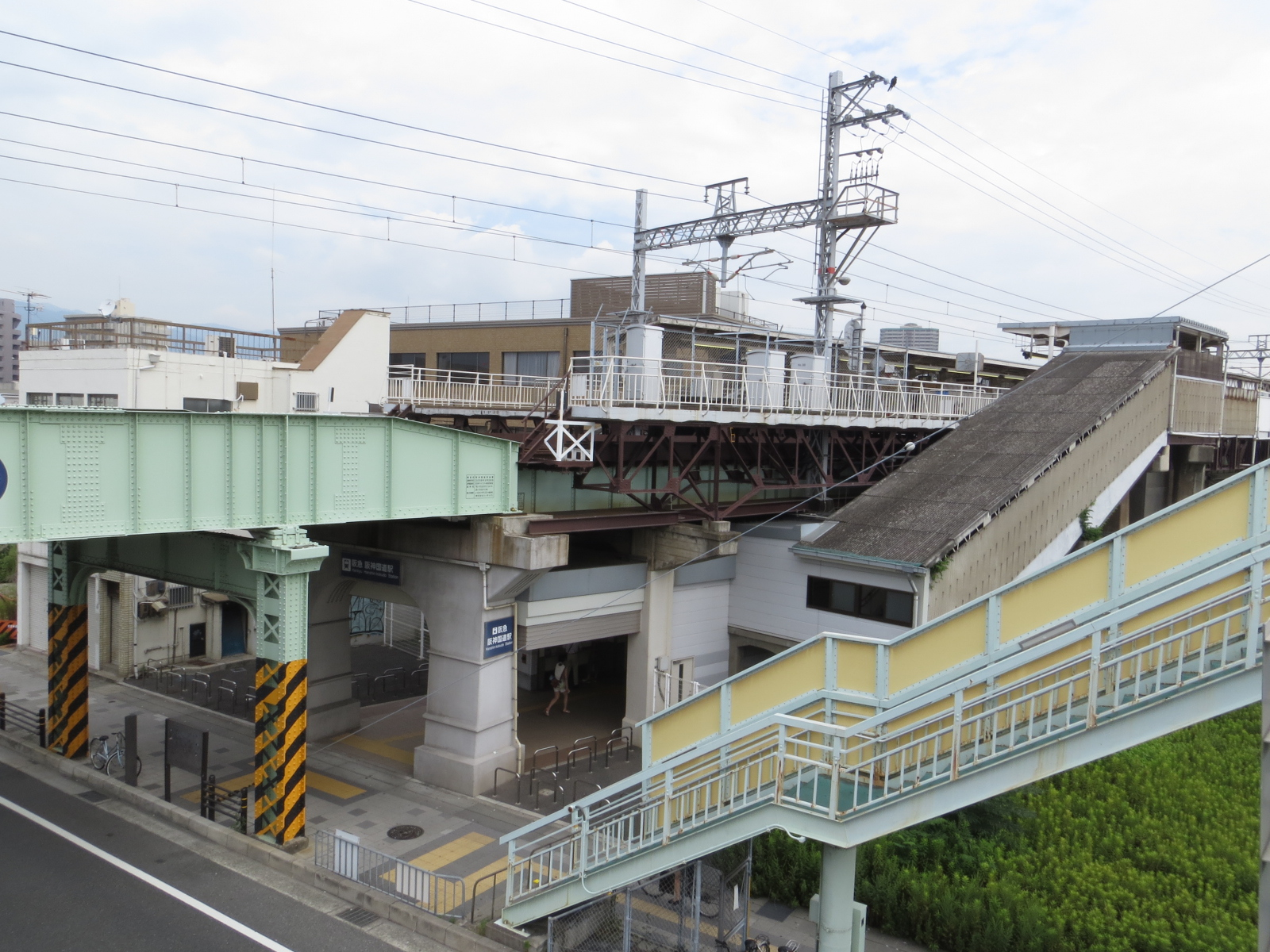
駅前の歩道橋から
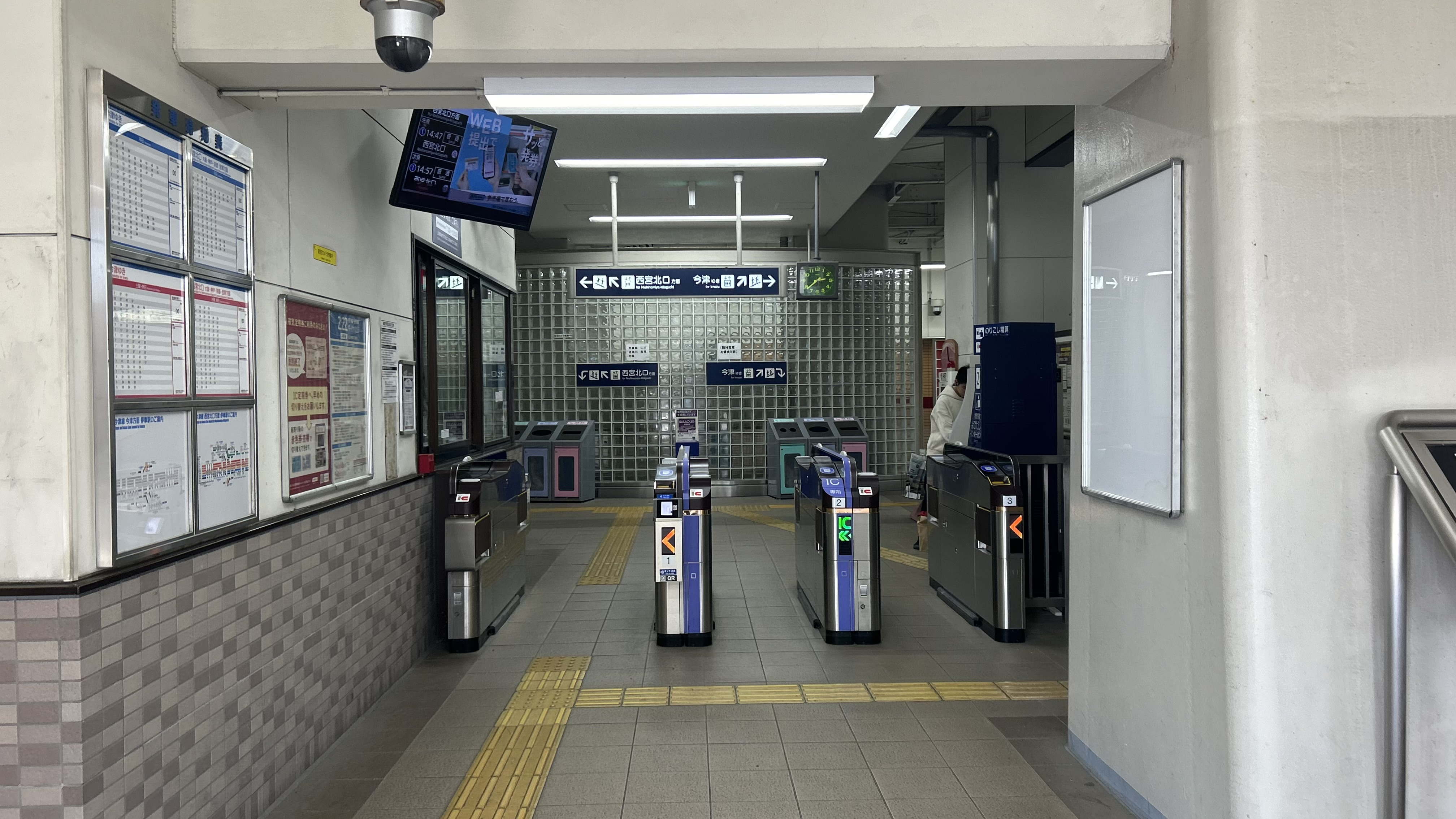
改札口
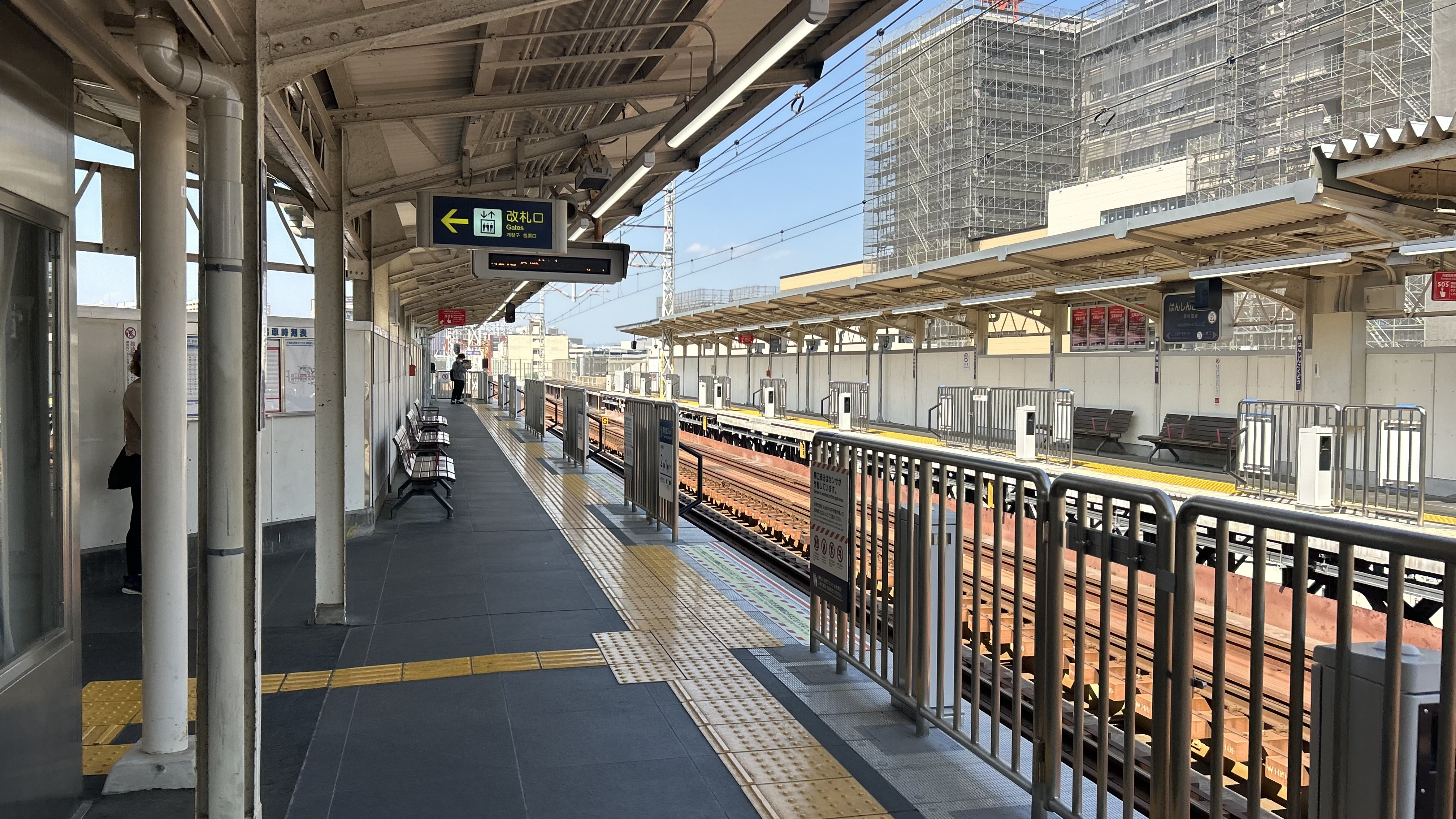
西宮北口方面ホーム
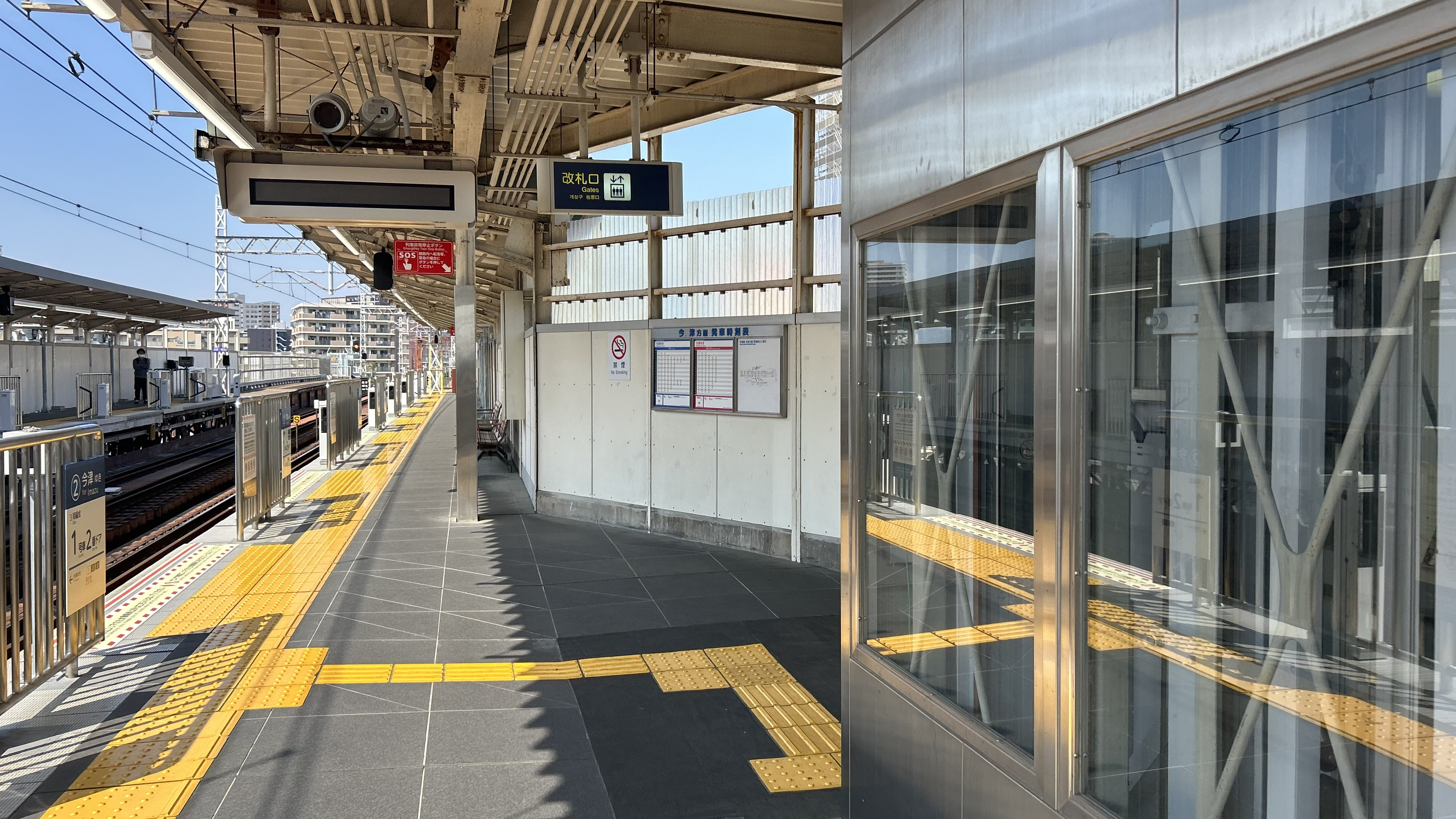
今津方面ホーム
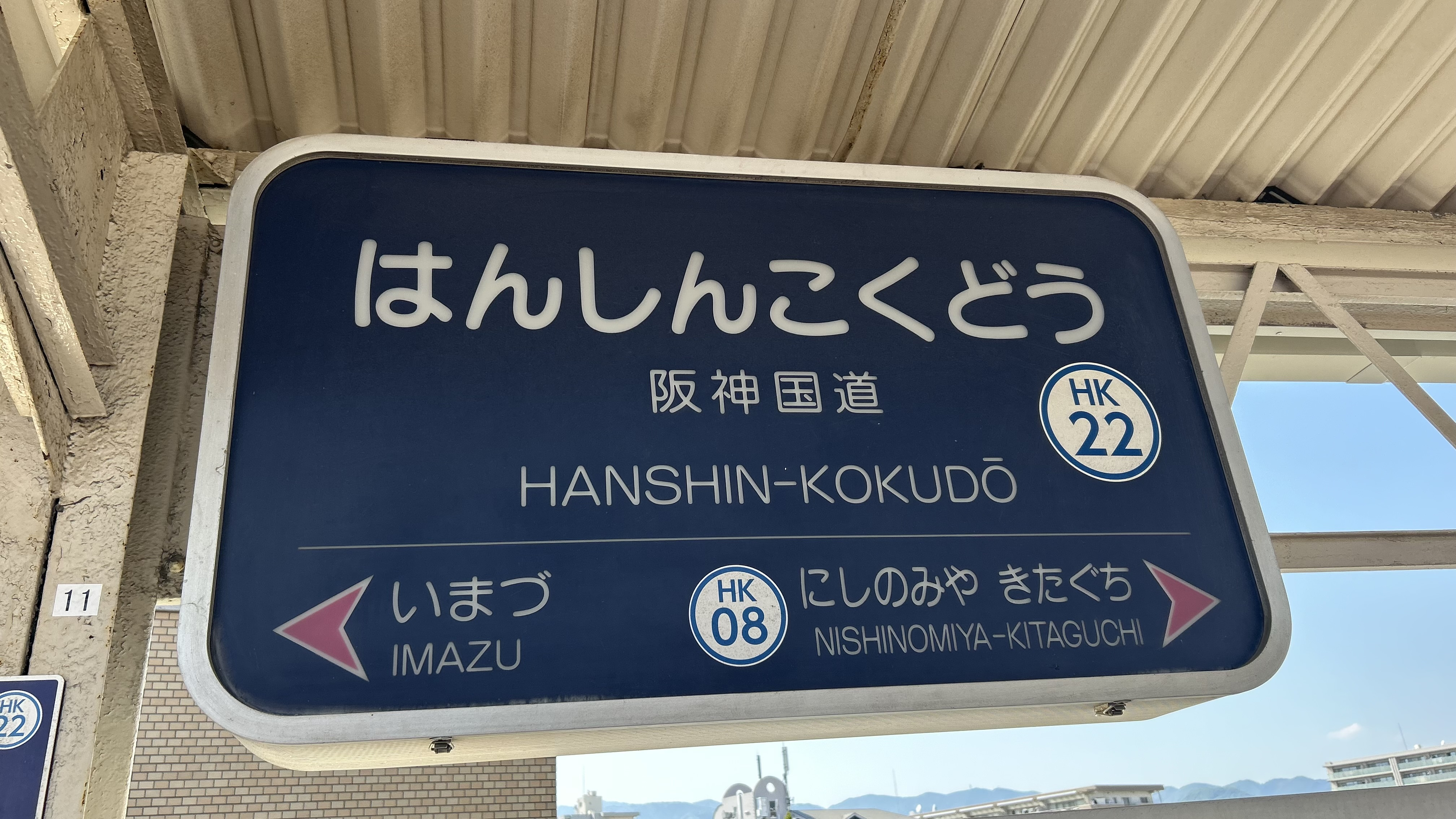
駅名標
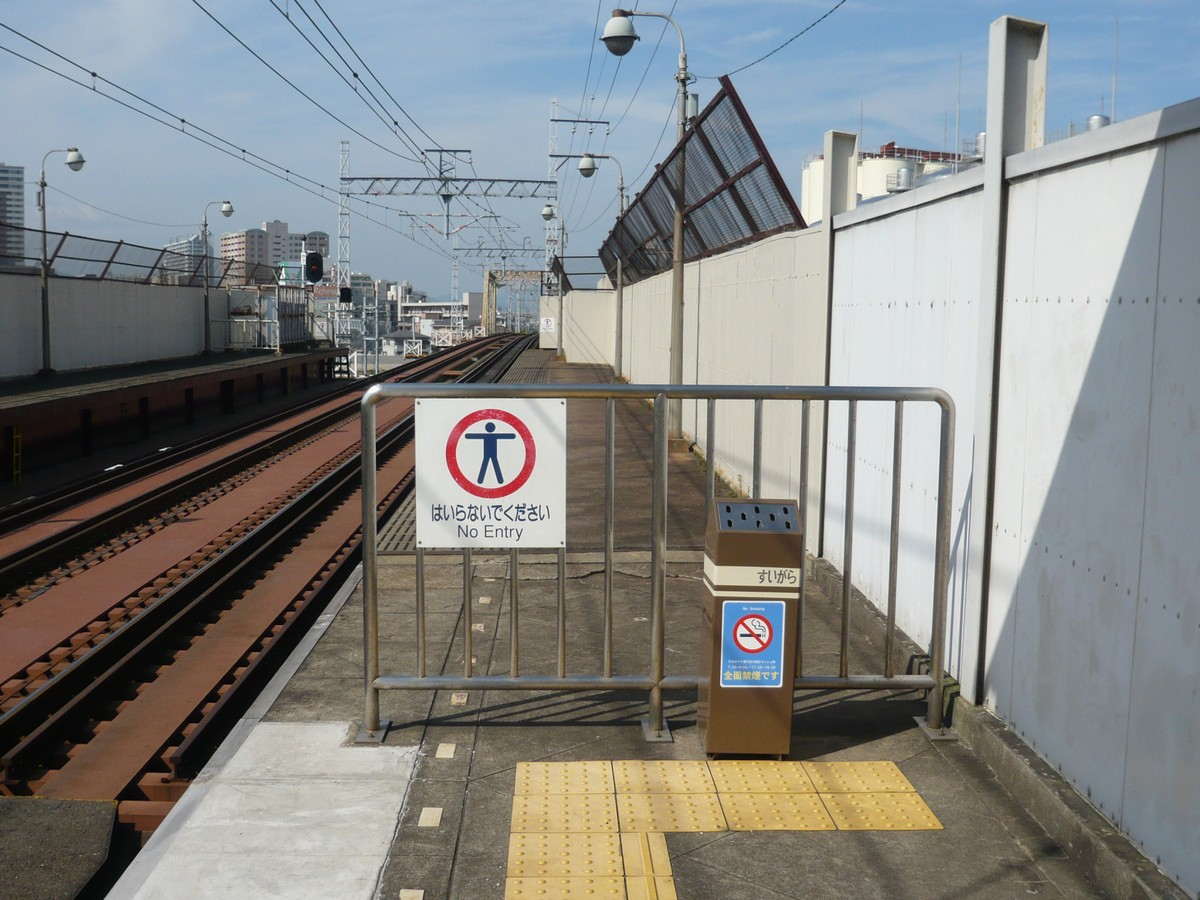
ホーム端鉄柵

## 利用状況
2023年（令和5年）の通年平均乗降人員は3,830人である。阪急電鉄全駅で最も利用客が少ない。それでも無人駅ではないものの、2023年4月1日より、駅窓口営業時間は7:00 - 22:00に短縮され、早朝深夜の窓口は無人となった。
各年次の1日平均利用状況の推移は下表の通り。
| 年次               | 乗降人員 | 増減率 | 順位 | 出典       |
| ------------------ | -------- | ------ | ---- | ---------- |
| 2017年（平成29年） | 3,679    |        | 86位 | [ 阪急 1 ] |
| 2018年（平成30年） | 3,770    | 2.5%   | 86位 | [ 阪急 2 ] |
| 2019年（令和元年） | 3,872    | 2.7%   | 86位 | [ 阪急 3 ] |
| 2020年（令和02年） | 3,014    | -22.2% | 86位 | [ 阪急 4 ] |
| 2021年（令和03年） | 3,156    | 4.7%   | 86位 | [ 阪急 5 ] |
| 2022年（令和04年） | 3,437    | 8.9%   | 86位 | [ 阪急 6 ] |
| 2023年（令和05年） | 3,830    | 11.4%  | 86位 |            |

### 年間乗車人員
近年の1年間の乗車人員は以下の通り。なお下表内の数値の単位は全て「千人」である。
| 年度               | 年間 乗車人員 | 出典          |
| ------------------ | ------------- | ------------- |
| 2003年（平成15年） | 959           | [ 西宮市 1 ]  |
| 2004年（平成16年） | 947           | [ 西宮市 1 ]  |
| 2005年（平成17年） | 891           | [ 西宮市 1 ]  |
| 2006年（平成18年） | 1,017         | [ 西宮市 1 ]  |
| 2007年（平成19年） | 896           | [ 西宮市 1 ]  |
| 2008年（平成20年） | 831           | [ 西宮市 1 ]  |
| 2009年（平成21年） | 830           | [ 西宮市 2 ]  |
| 2010年（平成22年） | 839           | [ 西宮市 3 ]  |
| 2011年（平成23年） | 824           | [ 西宮市 4 ]  |
| 2012年（平成24年） | 811           | [ 西宮市 5 ]  |
| 2013年（平成25年） | 811           | [ 西宮市 5 ]  |
| 2014年（平成26年） | 801           | [ 西宮市 5 ]  |
| 2015年（平成27年） | 799           | [ 西宮市 5 ]  |
| 2016年（平成28年） | 838           | [ 西宮市 6 ]  |
| 2017年（平成29年） | 876           | [ 西宮市 7 ]  |
| 2018年（平成30年） | 893           | [ 西宮市 8 ]  |
| 2019年（令和元年） | 890           | [ 西宮市 9 ]  |
| 2020年（令和02年） | 718           | [ 西宮市 10 ] |
| 2021年（令和03年） | 735           | [ 西宮市 11 ] |
| 2022年（令和04年） | 821           | [ 西宮市 12 ] |

## 駅周辺
駅の名の通り、すぐ南側で「阪神国道」（国道2号）と交差する。駅周辺は、津門川を挟んで西側や、国道2号を挟んで南側は基本的に住宅地であるが、東側やJR神戸線を挟んで北側はかつては大型工場が幾つも操業していた工業地帯であった。
駅の東側にはかつてアサヒビール西宮工場（1927年10月操業開始、2012年8月22日操業停止）が隣接しており、阪神甲子園球場でのプロ野球などイベント当日にはこの西宮工場で製造した直後のビールが球場に直送されていた。工場跡地については解体され更地となったあと、東半分は先行して店舗などが開業し、西半分（駅隣接地）についても西宮市立中央病院と兵庫県立西宮病院を統合する新病院の建設工事が行われている。ほかにも、アサヒビール工場跡地のさらにその先には名神高速道路を越えて森永乳業近畿工場があった（1959年4月操業開始、2019年12月操業停止）。駅の北側のJR線路沿いには協和発酵工業と灘酒造の工場があったが、これらはいずれも閉鎖され現在は分譲マンションとなっている。
- 西宮綾羽（）郵便局
- 西宮市立深津中学校
- 西宮市立深津小学校
- 西日本旅客鉄道（JR西日本）西宮駅 - 西へ約800メートル[2]。連絡や乗り換え案内は一切行われていないが、経路探索ソフトでは乗り換える経路として提示されることがある。
- 日本年金機構西宮年金事務所 - この場所にはかつて西宮冷蔵があった。旧事務所の建物は元衆議院議員大前繁雄が理事を務める大前学園の施設に転用されている。
- 名神高速道路西宮インターチェンジ
- 尼崎信用金庫 今津支店

阪神・淡路大震災発生前まで、国道沿いの駅西側にイズミヤ西宮店があった。地震でイズミヤのあった階が崩壊したためビルは解体され、跡地は高層マンションとなっている。なお、イズミヤ自体は2008年に阪急西宮ガーデンズの核テナントとして13年ぶりの西宮市内への再進出を果たした。

### バス路線
阪神バスの阪神国道駅前停留所が国道2号（阪神国道）上にある。
- 尼崎西宮線　阪神尼崎行（一部、尼崎浜田車庫前まで）・阪神西宮行
- 西宮団地線　阪神西宮行・浜甲子園団地（阪神甲子園経由）行

停留所名はかつての阪神国道線（路面電車）停留所の名残で北今津となっていたが、2009年4月1日より阪神国道駅前に改称された。バスの車内放送では「阪急電車は、お乗り換えください」と案内するが、阪急阪神の経営統合以前は、「宝塚方面は、次でお乗り換えください」と案内されていた。

## 隣の駅
阪急電鉄
■今津線（今津南線）
西宮北口駅 (HK-08) - 阪神国道 (HK-22) - 今津駅 (HK-21)

### 記事本文

### 利用状況
1. 1 2  駅別乗降人員 - 阪急電鉄
2. ↑  西宮市統計書

#### 阪急電鉄
1. ↑  阪急電鉄. “駅別乗降人員（2017年 通年平均）”. 2018年9月17日時点のオリジナルよりアーカイブ。2024年12月1日閲覧。
2. ↑  阪急電鉄. “駅別乗車人員（2018年 通年平均）”. 2024年4月29日時点のオリジナルよりアーカイブ。2024年12月1日閲覧。
3. ↑  阪急電鉄. “駅別乗車人員（2019年 通年平均）”. 2024年4月29日時点のオリジナルよりアーカイブ。2024年12月1日閲覧。
4. ↑  阪急電鉄. “駅別乗車人員（2020年 通年平均）”. 2024年4月29日時点のオリジナルよりアーカイブ。2024年12月1日閲覧。
5. ↑  阪急電鉄. “駅別乗車人員（2021年 通年平均）”. 2024年4月29日時点のオリジナルよりアーカイブ。2024年12月1日閲覧。
6. ↑  阪急電鉄. “駅別乗車人員（2022年 通年平均）”. 2024年4月29日時点のオリジナルよりアーカイブ。2024年12月1日閲覧。

#### 西宮市統計書
1. 1 2 3 4 5 6  平成21年統計書 運輸及び通信 (PDF)
2. ↑  平成22年統計書 運輸及び通信 (PDF)
3. ↑  平成23年統計書 運輸及び通信 (PDF)
4. ↑  【H24統計書】運輸及び通信 (PDF)
5. 1 2 3 4  【平成28年統計書】4運輸・通信 (PDF)
6. ↑  【平成29年統計書】4運輸・通信 (PDF)
7. ↑  【平成30年統計書】4運輸・通信 (PDF)
8. ↑  【令和元年統計書】4運輸・通信 (PDF)
9. ↑  【令和2年統計書】4運輸・通信 (PDF)
10. ↑  【令和3年統計書】4運輸・通信 (PDF)
11. ↑  【令和4年統計書】4運輸・通信 (PDF)
12. ↑  【令和5年統計書】4運輸・通信 (PDF)